# 莫树杰
莫树杰（1897年—1985年），字剑青，男，壮族，广西南丹人，中国军事人物、政治人物，曾任广西壮族自治区政协副主席。